# Minamiaizu
Minamiaizu (南会津町, Minamiaizu-machi) est un bourg japonais situé dans la préfecture de Fukushima.
Sa population au 1er juin 2013 est estimée à 16 951 habitants.